# Daniela
Daniela ist ein weiblicher Vorname.

## Herkunft und Bedeutung des Namens
Der Name ist die weibliche Form von Daniel und leitet sich aus dem aramäischen דניאל (dt. „Gott sei mein Richter“) ab.

## Namenstag
Wie bei Daniel gilt der 21. Juli, der Gedenktag an den biblischen Propheten, als Namenstag.

## Verbreitung
Anfang des 20. Jahrhunderts war der Name Daniela in Deutschland ungebräuchlich. Ab Mitte der 1950er Jahre stieg seine Popularität stark an. In den 1970er Jahren war er einige Male unter den zehn häufigsten Namen des entsprechenden Jahrgangs. Dann ging seine Beliebtheit zunächst allmählich, ab Anfang der 1990er Jahre stark zurück.

## Varianten
- Französisch: Danièle, Danielle
- Japanisch: Daniera, Deniera
- Slawisch: Danijela
- Andere Formen: Danela, Danella, Danelle, Daniella, Danila
- Kurzformen: Dana, Danja, Dany, Dani, Ela, Nela, Nella

## Namensträgerinnen

### Vorname
- Daniela Aguzzi (* 1986), argentinische Handballspielerin
- Daniela Alatorre (* 1979), mexikanisch-US-amerikanische Filmproduzentin
- Daniela Alves Lima (* 1984), brasilianische Fußballspielerin
- Daniela Bessia (* 1988), argentinisch-italienische Schauspielerin und Sängerin
- Daniela Böhle (* 1970), deutsche Autorin
- Daniela Cavallo (* 1975), deutsche Betriebswirtin
- Daniela Ceccarelli (* 1975), italienische Skifahrerin
- Daniela Constantinescu (* 1988), rumänische Fußballschiedsrichterassistentin
- Daniela Dahn (* 1949), deutsche Journalistin und Schriftstellerin
- Daniela Demko (* 1971), deutsche Rechtswissenschaftlerin
- Daniela Denby-Ashe (* 1978), britische Schauspielerin
- Daniela Engist (* 1971), deutsche Schriftstellerin
- Daniela Flasche (geboren 1979 als Daniela Breininger), deutsche Juristin und Richterin
- Daniela Giordano (Schauspielerin, 1946) (1946–2022), italienische Schauspielerin
- Daniela Gmeinbauer (* 1965), österreichische Unternehmerin und Politikerin
- Daniela Golpashin (* 1985), österreichische Theater- und Filmschauspielerin
- Daniela Gómez (* 1993), argentinische Leichtathletin
- Daniela Grunow (* 1975), deutsche Soziologin
- Daniela Hantuchová (* 1983), slowakische Tennisspielerin
- Daniela Hoffmann (* 1963), deutsche Schauspielerin und Synchronsprecherin
- Daniela Iraschko-Stolz (* 1983), österreichische Fußballtorhüterin und Skispringerin
- Daniela Katzenberger (* 1986), deutsche Reality-TV-Teilnehmerin, Gastronomin, Sängerin und ein Gelegenheits-Model
- Daniela Klemenschits (1982–2008), österreichische Tennisspielerin
- Daniela Kocmut (* 1980), zweisprachige österreichisch-slowenische Schriftstellerin und Übersetzerin
- Daniela Köhler, deutsche Sopranistin im Fach dramatischer Sopran
- Daniela Krien (* 1975), deutsche Schriftstellerin
- Daniela Lager (* 1964), Schweizer Moderatorin und Journalistin
- Daniela López (* 1997), chilenische Tennisspielerin
- Daniela Melchior (* 1996), portugiesische Schauspielerin
- Daniela Mercury (* 1965), brasilianische Sängerin
- Daniela Merk (* 1974), deutsche Sängerin
- Daniela Neunast (* 1966), deutsche Ruderin
- Daniela Pfannkuche (* 1959), deutsche Physikerin und Hochschullehrerin
- Daniela Pfeifer (* 1972), deutsche Politikerin
- Daniela Philippi (Journalistin) (* 1949), deutsche Journalistin
- Daniela Philippi (Musikwissenschaftlerin) (* 1966), deutsche Musikwissenschaftlerin
- Daniela Pietrini (* 1971), italienische Romanistin und Sprachwissenschaftlerin
- Daniela Preuß (* 1978), deutsche Schauspielerin
- Daniela Reidies (* 1967), deutsche Synchronsprecherin
- Daniela Rocca (1937–1995), italienische Schauspielerin und Model
- Daniela Ryf (* 1987), Schweizer Triathletin
- Daniela Samulski (1984–2018), deutsche Schwimmerin
- Daniela Schächter (* 1972), italienische Jazzmusikerin
- Daniela Schober (* 1977), deutsche Schauspielerin
- Daniela Sruoga (* 1987), ehemalige argentinische Hockeyspielerin
- Daniela Städter (* 1981), deutsche Journalistin, Leiterin der Evangelischen Nachrichtenagentur IDEA
- Daniela Thrän (* 1968), deutsche Ingenieurwissenschaftlerin und Professorin
- Daniela Trochowski (* 1969), deutsche Politikerin
- Daniela Völker, deutsch-argentinische Filmregisseurin und Filmproduzentin
- Daniela Wutte (* 1977), deutsche Schauspielerin
- Daniela Ziegler (* 1948), deutsche Schauspielerin, Sängerin und Musicaldarstellerin

### Künstlername
- Daniela (Sängerin) (* 1949), deutsch-jugoslawische Schlagersängerin
- Carmen Daniela Gililov (* 1951), österreichische Pianistin rumänischer Herkunft